# BAU Centro Universitario de Artes y Diseño de Barcelona
BAU, Centro Universitario de Artes y Diseño de Barcelona (en catalán, Centre Universitari d'Arts i Disseny) es un centro universitario de diseño y bellas artes en Barcelona. Se encuentra en el distrito financiero 22@ y actualmente cuenta con tres ubicaciones, dos en la calle Pujades (118 y 128) y una en la calle Ciudad de Granada 34. BAU se fundó en 1989 como escuela superior de diseño. En 2009 fue adscrita a la Universidad de Vic - Universidad Central de Cataluña, incluyéndose en el marco universitario europeo.

## Historia

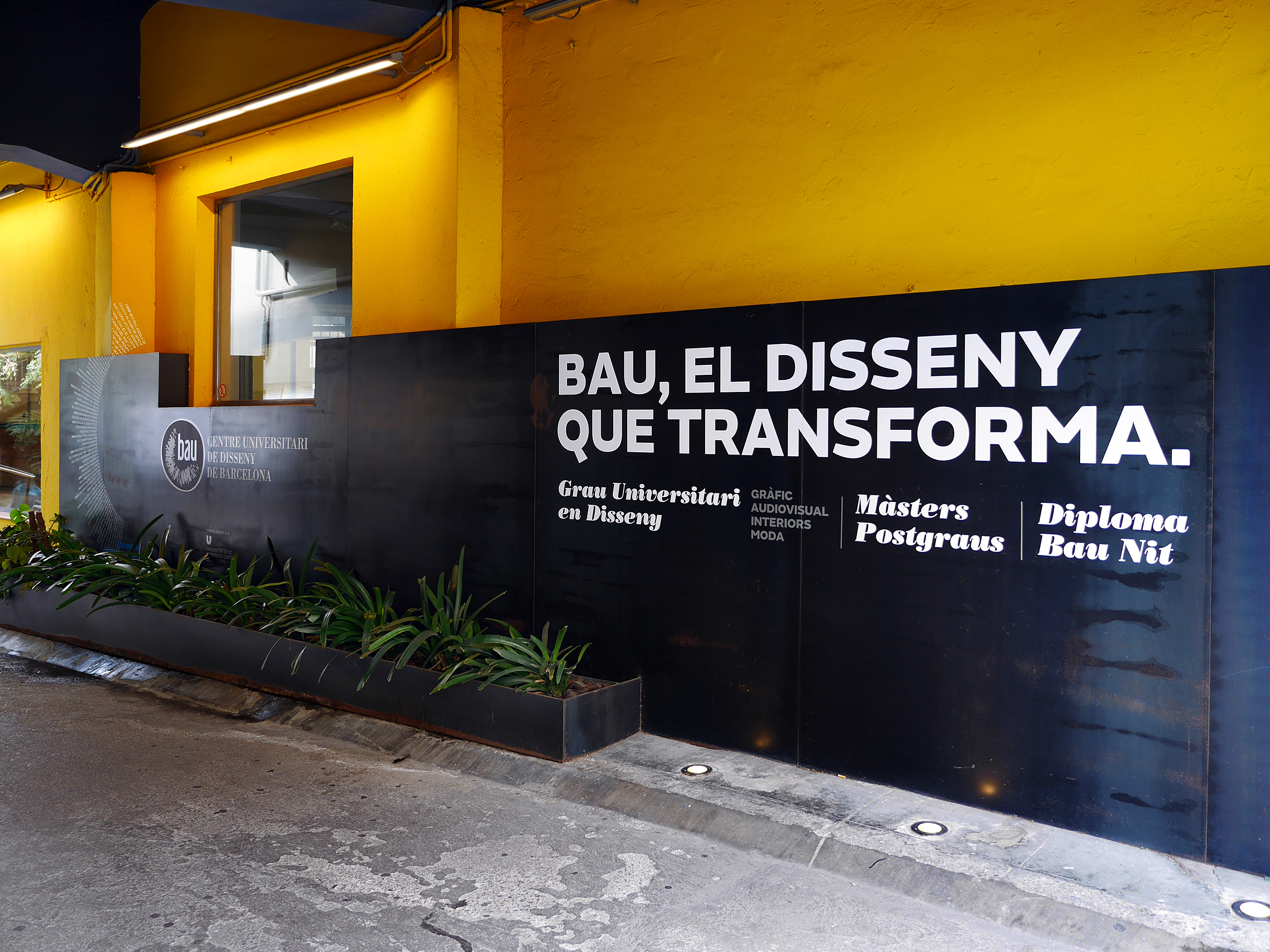
Entrada principal.

BAU se fundó en 1989 por los diseñadores Elisabeth Plantada (actual directora) y Enric Batlle. En 2003, la institución trasladó su sede al barrio barcelonés del Pueblo Nuevo, en vistas de la emergente terciarización hacia la economía TIC del barrio. El actual edificio era un antiguo almacén industrial de trapos en activo desde principios del siglo XX. BAU pasó a formar parte del Espacio Europeo de Educación Superior y en 2009 se adscribió a la Universidad de Vic para poder ofrecer formaciones de carácter universitario.
En 2011 se fundó el primer grupo de investigación de BAU, el Grup de Recerca en Disseny i Transformació Social (GREDITS), con el objetivo de «crear una plataforma colectiva de investigación donde analizar cómo los cambios sociales y técnicos inciden en la forma, el concepto y la función del arte y del diseño , y como los diseñadores y creadores contemporáneos contribuyen a delinearlos pero también a ponerlos en perspectiva crítica».
En 2017 se creó la Unidad de Doctorado. En 2019, BAU y la UVic-UCC obtuvieron un informe favorable de la AQU para conseguir el 3r ciclo universitario (doctorado en Diseño y Comunicación). También cuenta con el certificado de la ANECA.

## Estudios académicos
BAU ofrece dos grados universitarios, uno de diseño y otro de bellas artes, ambos de cuatro años. El grado en diseño comienza con dos cursos de materias comunes, tras los cuales el alumnado elige un itinerario de especialización para los dos últimos, que puede ser: mención en diseño de espacios, mención en diseño de moda, mención en diseño audiovisual, mención en diseño gráfico o una mención transversal, un itinerario de carácter interdisciplinar. El grado en bellas artes, existente desde 2021, también se compone de dos cursos iniciales de materias comunes y dos cursos finales que varían entre asignaturas troncales y optativas.
Entre los másteres y posgrados que ofrece BAU se incluyen el máster Universitario en Diseño (título oficial propio y con una metodología pionera que consiste en usar el diseño como método de investigación), el máster en Animación Stop Motion, el máster en Diseño de Experiencias Digitales, el máster en Motion Graphics Design y el Máster en Diseño de Bránding y Packaging, entre otros. Además, BAU ofrece un Diploma en Diseño Gráfico de un año en horario nocturno, formación en línea y cursos de verano.
El mencionado doctorado en Diseño y Comunicación para desarrollar tesis doctorales y proyectos de investigación tiene una duración de tres años.

## Visión del diseño
BAU se fundamenta en corpus teórico de la antigua Bauhaus alemana, fundada en 1919 en Weimar y que revolucionó para siempre el oficio del diseño. De hecho, de aquí proviene su nombre. Se dice que el diseñador Walter Gropius formuló la famosa frase «La forma sigue a la función», una de las principales ideas de la Bauhaus original. 
La Bauhaus defendió y valoró el lugar que le corresponde a la artesanía en el mundo del diseño, relegada a un segundo plano tras la Revolución Industrial. Para los diseñadores de la Bauhaus, era primordial estar en contacto con los objetos, poderlos construir y modificar. Por ello tenían tanta importancia los talleres de la Bauhaus, que incluían desde ebanistería, alfarería o metales hasta teatro experimental (Ballet triádico). La BAU ha imitado esta organización basada en talleres, e incluye taller de serigrafía, de fabricación digital, de revelado fotográfico analógico, de patronaje o de tipografía.

## Profesorado
BAU cuenta actualmente con más de un centenar de docentes entre el grado en diseño, máster y posgrados.
| Dirección           | Dirección                                                     |
| ------------------- | ------------------------------------------------------------- |
| Dra. Marta Camps    | Dirección pedagógica                                          |
| Rosa Pera           | Jefa de estudios del Grado en Diseño                          |
| Pau de Riba         | Coordinador de diseño gráfico                                 |
| Joan Ros            | Coordinador de diseño de moda                                 |
| Frank María         | Coordinador de diseño audiovisual                             |
| Pierino dal Pozzo   | Coordinador de diseño de espacios                             |
| Josep Maria Marimon | Área de herramientas y tecnología Trabajo Final de Grado      |
| Carla Boserman      | Área de arte                                                  |
| Dra. Rebecca Gil    | Área de cultura                                               |
| Dra. Mireia Feliu   | Área de proyectos                                             |
| Jaron Rowan         | Director de Investigación Director de la Escuela de Doctorado |

## Convenios y movilidad internacional
BAU ofrece programas de intercambio con universidades de todo el mundo. En el marco del programa Erasmus, tiene convenios con centros de Alemania, Austria, Bélgica, Dinamarca, Francia, Italia, Lituania, los Países Bajos, Portugal, Reino Unido, Suecia y Suiza. También tiene convenios de intercambio con universidades de Argentina, Brasil, Canadá, Corea del Sur, Israel, México, Uruguay, Chile y China.
Desde 2019, forma parte de Cumulus Association, red internacional de universidades de arte, arquitectura y diseño que cuenta con unos 360 integrantes de más de 60 países.